# Acronicta maxima
Acronicta maxima är en fjärilsart som beskrevs av Moore 1881. Acronicta maxima ingår i släktet Acronicta och familjen nattflyn. Inga underarter finns listade i Catalogue of Life.